# Asterotremella pseudolonga
Asterotremella pseudolonga är en svampart som först beskrevs av M. Takash., Sugita, Shinoda & Nakase, och fick sitt nu gällande namn av Prillinger, Lopandic & Sugita 2007. Asterotremella pseudolonga ingår i släktet Asterotremella och familjen Trichosporonaceae.   Inga underarter finns listade i Catalogue of Life.